# 田剛
田 剛（でん ごう、ティエン・ガン、簡体字: 田 刚、1958年11月24日 - ）は、中国の数学者、中国科学院院士。中国江蘇省南京出身。専門分野は微分幾何学、幾何解析など。アメリカなどではガン・ティアン（Gang Tian）などと呼ばれる。

## 経歴
田剛は1978年の試験において南京大学に合格、1982年夏に卒業し、1984年に北京大学で修士号を得る。その後カリフォルニア大学サンディエゴ校において丘成桐の下で学び、1988年にハーバード大学で博士号を取得する。
その後、ニューヨーク大学クーラント数理科学研究所(Courant Institute of Mathematical Sciences)に所属し、マサチューセッツ工科大学に異動した後、プリンストン大学の教授となった。
1994年にアラン・T・ウォーターマン賞、1996年にヴェブレン賞を授与され、2004年にアメリカ芸術科学アカデミーの会員となる。

## ポアンカレ予想証明の検証
田剛はニューヨーク大学にいた1992年からロシアの数学者グリゴリー・ペレルマンと知人であった。2002年11月11日、ペレルマンはポアンカレ予想を証明したという最初の論文をインターネット上に掲載した。当時マサチューセッツ工科大学に在籍していた田剛は、翌日の11月12日にペレルマンからその旨を伝える電子メールを受け取る。その後、田剛はコロンビア大学のジョン・モーガンと組んでペレルマンの証明の正確性を2003年から3年間かけて検証した。
2006年、田剛とモーガンは『リッチ・フローとポアンカレ予想』(Ricci Flow and the Poincaré Conjecture) という解説論文を発表した。

## 田剛丘成桐事件
中国語版ウィキペディアを参照。2005年に大きく話題になった。